# Environmental Chemistry
Environmental Chemistry è una rivista scientifica dedicata alla chimica ambientale nata nel 2004.
È pubblicata dalla CSIRO Publishing, una divisione indipendente della Commonwealth Scientific and Industrial Research Organisation (CSIRO). La rivista è supportata dal Royal Australian Chemical Institute con un articolo pubblicato dal direttore sulla rivista dell'Istituto Chemistry in Australia.

## Contenuti
La rivista pubblica articoli riguardanti la chimica ambientale (acqua, aria, suolo, sedimenti, spazio e organismi), comprendendo chimica dell'atmosfera, (bio)geochimica, cambiamenti climatici, chimica marina, chimica dell'acqua, chimica polare, chimica del fuoco, astrochimica, chimica della terra, dei suoli e dei sedimenti e chimica tossicologica. L'obiettivo della rivista è quello di facilitare i collegamenti tra questi aspetti della scienza dell'ambiente, pertanto sono particolarmente incoraggiati articoli multidisciplinari. Nel 2014 il fattore d'impatto della rivista era di 2,509.